# Leobardo Alcalá Padilla
Leobardo Alcalá Padilla (Jalisco, 28 de agosto de 1960) es un médico, académico y político mexicano, miembro del Partido Revolucionario Institucional (PRI). Ha sido diputado federal de 2012 a 2015.

## Biografía
Es médico cirujano y partero egresado de la Universidad de Guadalajara, tiene una especialidad como Médico Pediatra por el Consejo Mexicano de Certificación en Pediatría, tiene un posgrado en Pediatría y uno en Médico Pediatra con subespecialidad en Neonatología; finalmente es doctor en Neonatología. Es primo de Raúl Padilla López, José Trinidad Padilla López y Tonatiuh Bravo Padilla, quienes han ejercido la rectoría de la Universidad de Guadalajara, y hermano de Abril Alcalá Padilla quien también fue diputada federal.
Ejerció como docente en la Escuela de Enfermería y en la Facultad de Medicina de la Universidad de Guadalajara, misma institución en la que fue coordinador del Curso de Neonatología. Tiene también estudios de diplomados en Gestión de la Calidad y Certificación Hospitalaria, y en Gobierno Municipal.
Inicio su carrera profesional en 1988 como médico de la división de Pediatría en el Hospital Civil de Guadalajara, mismo instituto en el que entre 1989 y 1992 fue jefe del servicio de Perinatología de la división de Pediatría, y luego jefe de Pediatría en 1992. Este último año fue secretario y luego de 1993 a 1995 fue director de la Facultad de Medicina de la Universidad de Guadalajara. De 1995 a 2000 fue director del Hospital Civil de Guadalajara y de 2000 a 2006, director general del nuevo organismo público descentralizado (OPD) del mismo Hospital Civil.
De 2002 a 2004 fue integrante del Consejo Universitario de la Universidad de Guadalajara, en 2005 presidente de la Comisión de Estudios Políticos, Económicos y Sociales (CEPES) del PRI, y de 2006 a 2010 fue nuevamente integrante del Consejo Universitario. En las Elecciones de 2006 fue candidato del PRI a presidente municipal de Guadalajara, no logrando el triunfo, que correspondió al candidato del PAN Alfonso Petersen Farah; sin embargo, si fue electo regidor al mismo Ayuntamiento de que ejerció de 2007 a 2009 y durante el cual fue coordinador de los regidores del PRI y de 2011 a 2012 fue dirigente del Movimiento Nacional Tecnológico Universitario (MONTU) en Jalisco.
En 2012 fue elegido diputado federal por el Distrito 8 de Jalisco a la LXII Legislatura que concluyó en 2015. En ella fue secretario de la comisión de Presupuesto y Cuenta Pública; y de Salud; así como integrante de las comisiones de Comunicaciones; Para dar seguimiento al ejercicio de los recursos federales que se destinen o se hayan destinado a la línea 12 del metro; y, de Radio y Televisión.
Entre el 24 de marzo y el 10 de junio de 2015 se separó del cargo de diputado para ser candidato plurinominal al Congreso del Estado de Jalisco.